# D-Link
D-Link Corporation er en taiwansk producent af netværksudstyr med hovedsæde i Taipei. Den blev etableret i 1986 i Taipei som Datex Systems Inc. og i 1994 skiftede de navn til D-Link Corporation.